# Littleton-upon-Severn
Littleton-upon-Severn – wieś w Anglii, w hrabstwie ceremonialnym Gloucestershire, w dystrykcie (unitary authority) South Gloucestershire. Leży 18 km na północ od miasta Bristol i 171 km na zachód od Londynu.